# Новосад Юрій Анатолійович
Ю́рій Анато́лійович Новоса́д (1986—2022) — старший солдат Збройних Сил України, учасник російсько-української війни, який загинув під час російського вторгнення в Україну.

## Життєпис
Народився 24 вересня 1986 року в селі Менчичі Володимирського району Волинської області. 
Після школи проходив строкову службу у Збройних Силах України. Потім навчався в училищі, де здобув спеціальність електрика. Працював за фахом на птахофабриці. Мешкав на Катеринопольщині в Черкаській області. У 2014 році брав участь в АТО. 
З початком російського вторгнення в Україну в 2022 році 25 лютого 2022 року був призваний на військову службу до ЗС України за мобілізацією. Старший солдат, старший стрілець 72-ї окремої механізованої бригади імені Чорних Запорожців. Брав активну участь у визволені Київщини, а потім захищав схід України. За участь у визволенні села Мощун Київської області нагороджений орденом «За мужність» ІІІ ступеня.
Загинув 3 серпня 2022 року внаслідок бойових дій (артилерійського обстрілу) на Донеччині. Похований у с. Луківка на Черкащині. Залишились дружина і двоє доньок.

## Нагороди
- орден «За мужність» II ступеня (20.10.2022) — за особисту мужність і самовіддані дії, виявлені у захисті державного суверенітету та територіальної цілісності України, вірність військовій присязі[3].
- орден «За мужність» III ступеня (3.05.2022) — за особисту мужність і самовіддані дії, виявлені у захисті державного суверенітету та територіальної цілісності України, вірність військовій присязі[4].